# خورخي ساريا
خورخي ساريا هو مبارز بالسيف بيروفي، مثّل بلاده في الألعاب الأولمبية الصيفية 1948.

## روابط رياضية
خورخي ساريا على موقع أوليمبيديا (الإنجليزية)